# Arsinoïteri
Els arsinoïteris (Arsinoitherium) són un gènere extint de mamífers placentaris de l'ordre també extingit dels embritòpodes, del superordre dels penungulats. Aquesta espècie, de major mida que l'actual rinoceront, estava equipada amb un parell de banyes en el musell i visqué durant l'Eocè fins a finals de l'Oligocè, fa aproximadament entre 36 i 30 milions d'anys. Se n'han trobat restes a Egipte i Mongòlia. També se l'anomena l'animal d'Arsínoe, que és el nom d'una reina egípcia, que tenia un palau prop d'on es localitzaren les primeres restes fòssils d'aquests animals.